# Notiospathius terminalis
Notiospathius terminalis är en stekelart som först beskrevs av William Harris Ashmead 1894.  Notiospathius terminalis ingår i släktet Notiospathius och familjen bracksteklar. Inga underarter finns listade i Catalogue of Life.